# Красный проспект (станция метро)
«Кра́сный проспе́кт» — станция Новосибирского метрополитена, расположенная на Ленинской линии. Находится между станциями «Площадь Ленина» и «Гагаринская».
Территориально станция располагается в Центральном районе Новосибирска, на пересечении улиц Гоголя, Крылова и Красного проспекта.
Введена в эксплуатацию 28 декабря 1985 года (открыта для пассажиров 7 января 1986 года) в составе первого пускового участка «Красный проспект» — «Студенческая». До 2 апреля 1992 года, когда открылись станции «Гагаринская» и «Заельцовская», была конечной станцией Ленинской линии.

## История

### Проекты станции
Изначально (на стадии технического проекта) станция должна была располагаться под «Сибирской». В рабочих же чертежах их поменяли местами. Это решение уменьшило финансовые затраты, делало более удобной соединительную ветку в депо и повышало показатели.
Первоначально колонны «Красного проспекта» должны были иметь одинаковый диаметр с колоннами переходной станции «Нарымская» (ныне «Сибирская»). Однако этого сделать не удалось — колонны станции «Красный проспект» пришлось сделать толще, так как из-за ошибки при разбивке они оказались сильно смещены от проектных точек.
В первых проектах станции «Красный проспект» лестницы подземных пешеходных переходов на станцию «Сибирская» полностью занимали середину платформы станции. Это было крайне неудобно для пассажиров — проходы оставались очень узкими. В дальнейшем было принято решение увеличить проходы за счёт ширины лестничных маршей. На самих лестницах строители возвели кирпичные стены, а снаружи стены отделали мрамором
Окончательный проект колонной трёхпролётной станции мелкого заложения с двумя рядами колонн был выполнен специалистами института «Новосибметропроект»..

### Название
Станцию назвали в честь главной магистрали Новосибирска, под которой она располагается.

### Строительство
Строил станцию открытым способом c 1 декабря 1980 года тоннельный отряд (ТО) № 29 «Новосибирскметростроя». Ему же было поручено пройти перегонные тоннели от соединительной ветки в электродепо до камеры съездов этой станции. От будущего метродепо к станции метростроители начали проходку в 1981 году. Причём проходка шла сразу обоих тоннелей.
На самой станции к апрелю 1982 года был готов котлован и строители вели работы по забивке свай, а к маю следующего — стали монтировать конструкции. 25 января 1983 года состоялась сбойка одного из перегонных тоннелей, от станции «Площадь Ленина».
28 июня 1985 года проходка правого тоннеля от соединительной ветки была завершена. Для щита подготовили специальную площадку. Это было сделано для того, чтобы проходческий щит после завершения работ не разбирать, а развернуть — для проходки второго, левого тоннеля. В конечном итоге сократило время.
С весны и в течение всего 1985 года на станции регулярно организовывались субботники, в которых принимали активное участие работники Новосибирского авиационного завода им. Чкалова. Строящуюся станцию красили, чистили, прокладывали кабельные сети, снимали шпалы, сбивали наледь.

## Архитектура и оформление
Конструкция станции — колонная трёхпролётная мелкого заложения, с двумя рядами цилиндрических колонн. Построена открытым способом по проекту, выполненному специалистами института «Новосибметропроект». Станция выполнена в строгом художественном стиле.
Цветовой строй и элементы изобразительного искусства станции, по задумке авторов, должны вызвать ассоциации об истории градостроительного развития и индустриальной мощи Новосибирска.
Стены, пол и потолок облицованы мрамором светлого и тёмно-красного тонов. Путевые стены отделаны тёмно-красным мрамором «Буровщина» (Иркутская область), использовавшийся в отделке станций Московского и Харьковского метрополитенов.
На подвесном потолке, в виде лёгкой складки, авторами при создании проекта станции (В. В. Питерским и В. Г. Козляевым) сделана попытка выразить «протяжённость и стремительность» центральной магистрали города — Красного проспекта. Освещение перрона производится посредством прямоугольных и круглых люминесцентных ламп, подвешенных к оштукатуренному потолку, по всей длине платформы. Круглые светильники закрыты плафонами.
| Путь | Тип поезда        | Место назначения                  |
| ---- | ----------------- | --------------------------------- |
| 1    | Дзержинская линия | На Речной вокзал и Площадь Маркса |
| 2    | Дзержинская линия | На Гагаринская и Заельцовская     |

## Вестибюли и пересадки
Станция «Красный проспект» является пересадочным узлом на Дзержинскую линию и имеет два вестибюля. Выходы южного вестибюля (к улице Крылова) встроены в торцы жилых домов. Северный вестибюль имеет совмещённый зал со станцией «Сибирская». Этот вестибюль представляет собой кассовый зал, через который можно как выйти в город, так и пересесть, посредством эскалаторов, на «Сибирскую».
Выход в город из северного вестибюля осуществляется через стеклянные павильоны. Первоначально один из выходов (у Облсовпрофа) был выполнен в виде открытого лестничного спуска. В конце 2000-х годов в рамках проведённой реконструкции над ним была установлена надстройка (один из проектов). А в ходе реконструкции входа № 3, стоившей 3 млн рублей, метрополитен также поменял ступени и облицовку. В 2008 году в пешеходных переходах северного вестибюля проведены работы по устранению обнаруженной течи.
Для пересадки на «Сибирскую» также можно воспользоваться и специально возведённым переходом. Он представляет собой два пешеходных тоннеля между посадочными платформами протяжённостью 136 метров каждый. В народе этот переход прозван «пьяным» — из-за его кривизны. Кривизна объясняется тем, что метростроители (почти в последний момент) пустили трассу в обход Дворца бракосочетаний. Хотя изначально трасса проектировалась по наикратчайшему пути, всё же её пришлось пустить в обход. Несмотря на то, что по существовавшим в то время нормам между станциями-пересадками должен быть самостоятельный пешеходный переход с тоннелями. Но поджимали сроки и переход решили пустить в обход.
Сами переходные тоннели также были построены с отличиями от проекта. Их должны были сооружать в открытом котловане, с возведённым свайным ограждением. Однако при этом способе необходим был перенос из зоны сооружения всех канализационных городских сетей. В итоге был выбран другой способ: 136-метровые пешеходные тоннели прошли вручную. При этом строители вышли точно в назначенные места на «Сибирскую», не нарушив ни существовавшей канализации, ни сроков сдачи.

## Путевое развитие
За станцией, в сторону «Гагаринской», размещены оборотные тупики для электропоездов. Они использовались в ту пору, когда станция являлась конечной.
Сразу за станционным комплексом, по правому пути, имеется пошёрстный съезд. Рядом со станцией расположена служебная соединительная ветвь, соединяющая Ленинскую с Дзержинской линией. Ветка имеет предельные значения уклонов и поворотов. В северном направлении от станции расположены соединительные ветки тоннелей, ведущих в депо.

## Станция в цифрах
- Длина станции, как и на всех станциях Новосибирского метрополитена, стандартная — 102 м, что позволяет поместить на путь до пяти вагонов (в настоящее время используются 4-хвагонные составы). Длина посадочной платформы — 100 м[8]. Ширина платформы — 10 м[5].
- Пикет ПК 45+92.
- В 2017 году суточный пассажиропоток станции составлял 21,3 тыс. человек. Таким образом, «Красный проспект» является 5-й по загруженности станцией Новосибирского метро.
- Длина перегона до станции «Площадь Ленина» — 1274 метра, до «Гагаринской» — 1118 метров[9].
- Время работы входов станции для пассажиров[10]:

1. Входы № 1, 2, 3 и 4 работают с 05 часов 45 минут до 00 часов 00 минут.
2. Входы № 5 и № 6 работают с 07 часов 00 минут до 20 часов 00 минут.

- Таблица времени отправления первого и последнего поездов[10]:

|                                    | Пн — Пт / Сб — Вс (чч: мм: сс) | Пн — Пт / Сб — Вс (чч: мм: сс) |
| В сторону станции «Площадь Ленина» | 05:43:00 / 05:43:50            | 00:06:50 / 00:07:00            |
| В сторону станции «Гагаринская»    | 06:01:00 / 06:01:50            | 00:14:50 / 00:15:00            |

## Расположение
Станция располагается в Центральном районе Новосибирска, на пересечении улиц Гоголя, Крылова и Красного проспекта.
Один из её вестибюлей (северный), совмещённый со станцией «Сибирская», расположен на пересечении Красного проспекта и улицы Гоголя. А южный вестибюль находится около улицы Крылова. Рядом с выходами расположены: Дворец бракосочетаний, Дом офицеров и Облсовпроф. А на соседних улицах: Центральный рынок, Цирк, Вознесенский собор, а также торговые центры «Галерея Новосибирск» и «Юпитер».

### Остановки
Остановки наземного общественного транспорта вблизи выходов станции:
- А, Тб, Мт: «Метро Красный проспект».

В транспортной доступности, по улице Гоголя, расположена остановка: «Магазин Синтетика».

### Трамвай
| №  | Пересадки     | Конечный пункт 1     | Конечный пункт 2 |
| -- | ------------- | -------------------- | ---------------- |
| 13 | Речной вокзал | Гусинобродское шоссе | Улица Писарева   |

## Галерея
- Наземный вестибюль
- Посадочная платформа
- Одна из колонн вблизи
- Колонны и путевые стены
- Отделка путевой стены
- Указатель южного вестибюля